# Station Godelheim
Station Godelheim (Haltepunkt Godelheim) is een spoorwegstation in de Duitse plaats Godelheim, gemeente Höxter, in de deelstaat Noordrijn-Westfalen. Het station ligt aan de spoorlijn Langeland - Holzminden. 

## Indeling
Het station heeft één zijperron, die is niet overkapt maar voorzien van abri's. Het perron is te bereiken vanaf de straat Am Maibach. 

## Verbindingen
De volgende treinserie doet het station Godelheim aan:
| Serie | Treinsoort                  | Route                                                                      | Bijzonderheden                                                                 |
| ----- | --------------------------- | -------------------------------------------------------------------------- | ------------------------------------------------------------------------------ |
| RB 84 | Regionalbahn (NordWestBahn) | Paderborn Hbf – Bad Driburg (Westf) – Godelheim – Holzminden – (Kreiensen) | Egge-Bahn 1x per twee uur van/naar Kreiensen, gekoppeld in Ottbergen aan RB 85 |